# Stockental
Das Stockental ist ein Tal in der Region Thun, am Eingang zum Berner Oberland im Schweizer Kanton Bern.

## Geographie
Das Stockental wird im Süden durch die Stockhornkette und im Norden durch das Plateau von Amsoldingen begrenzt. Im Tal liegen (von West nach Ost) die Gemeinden Blumenstein, Pohlern, Oberstocken, Niederstocken und Reutigen.
Durch das Stockental fliesst kein Fluss. Bei Oberstocken befindet sich eine Wasserscheide. Nordwestlich davon befindet sich das Einzugsgebiet des Fallbachs, welcher in die Gürbe mündet; östlich davon das Einzugsgebiet des Glütschbachs, welcher sich gabelt und sowohl in die Kander als auch in die Aare fliesst.